# Aldi
А́льди (нем. Aldi; сокр. от Albrecht Discount) — немецкая сеть магазинов-дискаунтеров (торговых точек низких цен).

## История
Истоки компании берут своё начало в 1913 году, когда мать двух братьев, Тео и Карла Альбрехтов, открыла магазин в пригороде Эссена. Их отец работал специалистом по горному делу, а позже стал ассистентом пекаря в магазине супруги.
Карл родился в 1920, а Тео — в 1922 году. Карл и Тео служили в немецкой армии (Карл на восточном фронте, Тео в Африке) во время Второй мировой войны. В 1946 году они взяли контроль над бизнесом своей матери и в скором времени открыли неподалёку новую розничную точку. К 1950 году братья Альбрехты уже владели 13 магазинами в Рурском регионе, а к 1954 году — 77 магазинами. С середины 1950-х годов магазины начали работать в формате самообслуживания. В магазинах не продавались скоропортящиеся товары, был узкий ассортимент и минимальное количество персонала, что позволяло снизить торговую наценку.

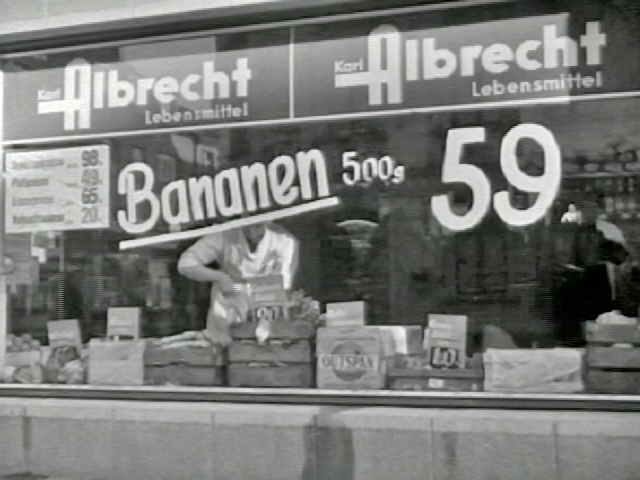
Витрина магазина Aldi в 1958 году

В 1961 году, когда сеть насчитывала более 300 магазинов, братья разделили бизнес на южную компанию Aldi Süd (принадлежит Карлу) и северную Aldi Nord (Теодору); раздел прошёл примерно по реке Рур. Считается, что причиной «развода» послужил спор между братьями о том, стоит ли выкладывать сигареты в открытый доступ для покупателей или их должен выдавать кассир. Сейчас магазины двух компаний, хоть и формально юридически разделённых, ничем не отличаются друг от друга. Интересно, что братья, несмотря на раздел бизнеса, не переставали дружить. Название Aldi начало использоваться с 1962 года, до этого магазины назывались Albrecht.
Международная экспансия началась в 1968 году с Австрии, где была куплена сеть из 30 магазинов Hofer. Первый филиал за пределами Германии Aldi открыла в 1973 году Бельгии. В 1976 году Aldi начала осваивать рынок США, открывая свои магазины на Среднем Западе. С 1984 года в магазинах Aldi Süd начали появляться товары в холодильниках, а также свежие овощи и фрукты.
В 2010 году умер Теодор Альбрехт, его часть сети Aldi унаследовал сын Теодор-младший. Карл Альбрехт умер в 2014 году, его часть унаследовали сын Карл-младший и дочь Беата Хайстер. Все трое потомков входят в число богатейших людей Германии.

## Деятельность

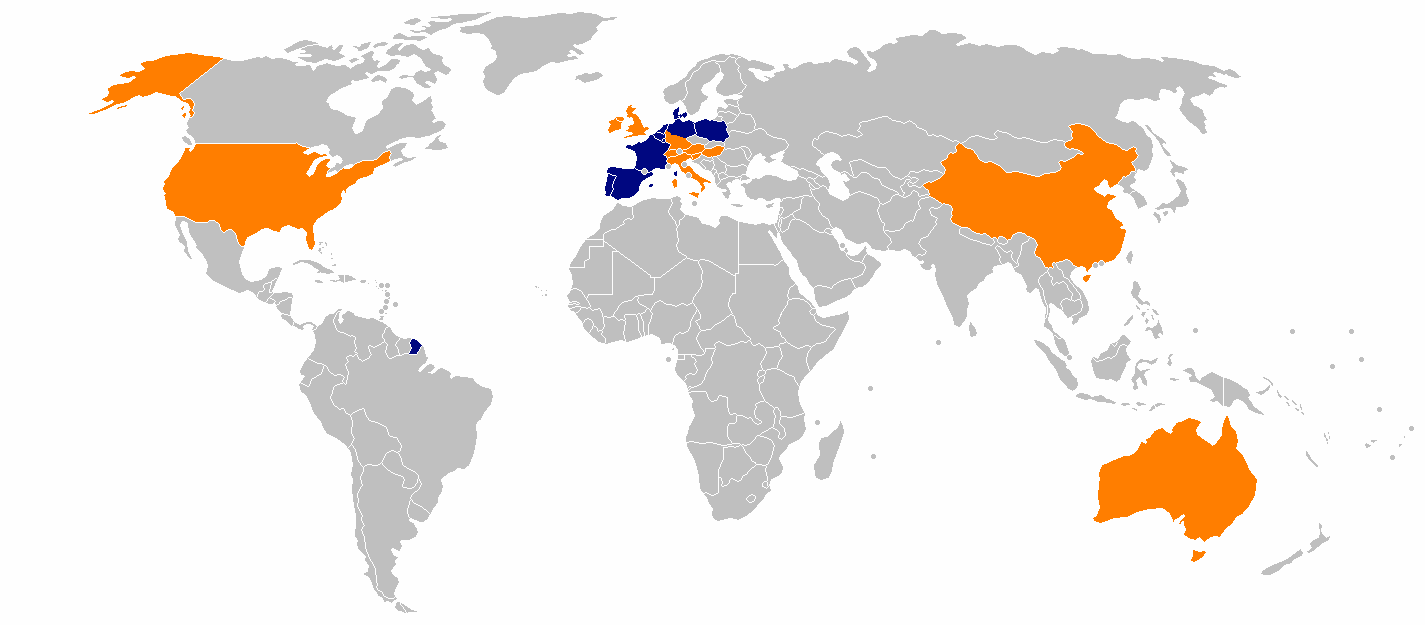
Представительства Aldi в мире по состоянию на 2013 год (Aldi Nord отображены синим цветом, Aldi Süd — оранжевым)

Aldi включает две самостоятельные компании, Aldi Süd и Aldi Nord, магазины обоих сетей имеются только в Германии и США, в других странах присутствует только одна из компаний, причём в США Aldi Nord работает под брендом Trader Joe’s.
Будучи сетью магазинов — жёстких дискаунтеров (торговая наценка — порядка 12 %), Aldi экономит на торговых площадях, оборудовании, персонале, поддерживая, однако, единый уровень обслуживания, ассортимента и качества товаров. В частности, в магазинах сети нет витрин, менее широкий выбор товаров по сравнению с торговыми точками других типов. Средняя площадь магазина составляет 1000—1500 м², ассортимент — всего 700—800 позиций, более 80 % — собственная торговая марка; в магазинах работают по три-четыре человека.
По состоянию на 2022 год Aldi была шестой крупнейшей международной розничной сетью по размеру выручки после Walmart, Amazon.com, Costco, Schwarz Gruppe и The Home Depot. Число торговых точек составляло 13 325, а выручка за 2022 год — 130,4 млрд долларов, компания присутствовала в 19 странах.
Aldi Süd значительно больше, чем Aldi Nord, соотношение выручки за 2021 год было 76 млрд евро и 27 млрд евро соответственно, по числу сотрудников — 201 тыс. и 92 тыс.

### Географическое распределение
| Страна                     | Название                   | Компания                   | Начало деятельности        | Число магазинов |
| -------------------------- | -------------------------- | -------------------------- | -------------------------- | --------------- |
| Германия                   | Aldi Nord                  | Nord                       | 1961                       | 2201            |
| Германия                   | Aldi Süd                   | Süd                        | 1962                       | 1994            |
| Австралия                  | Aldi                       | Süd                        | 2001                       | 582             |
| Австрия                    | Hofer                      | Hofer KG                   | 1968                       | 538             |
| Бельгия                    | Aldi                       | Nord                       | 1973                       | 440             |
| Великобритания             | Aldi UK                    | Süd                        | 1990                       | 990             |
| Венгрия                    | Aldi                       | Hofer KG                   | 2008                       | 163             |
| Ирландия                   | Aldi                       | Süd                        | 1999                       | 154             |
| Испания                    | Aldi                       | Nord                       | 2002                       | 394             |
| Италия                     | Aldi                       | Hofer KG                   | 2018                       | 153             |
| Китай                      | Aldi China                 | Süd                        | 2019                       | 33              |
| Люксембург                 | Aldi                       | Nord                       | 1990                       | 16              |
| Нидерланды                 | Aldi                       | Nord                       | 1975                       | 488             |
| Польша                     | Aldi                       | Nord                       | 2008                       | 251             |
| Португалия                 | Aldi                       | Nord                       | 2006                       | 122             |
| Словения                   | Hofer                      | Hofer KG                   | 2005                       | 91              |
| США                        | Aldi US                    | Süd                        | 1976                       | 2229            |
| США                        | Trader Joe’s               | Nord                       | 1979                       | 564             |
| Франция                    | Aldi                       | Nord                       | 1988                       | 1321            |
| Швейцария                  | Aldi Suisse                | Hofer KG                   | 2005                       | 235             |
| Число магазинов Aldi Nord  | Число магазинов Aldi Nord  | Число магазинов Aldi Nord  | Число магазинов Aldi Nord  | 5994            |
| Число магазинов Aldi Süd   | Число магазинов Aldi Süd   | Число магазинов Aldi Süd   | Число магазинов Aldi Süd   | 7162            |
| Общее число магазинов Aldi | Общее число магазинов Aldi | Общее число магазинов Aldi | Общее число магазинов Aldi | 13 156          |

## Галерея

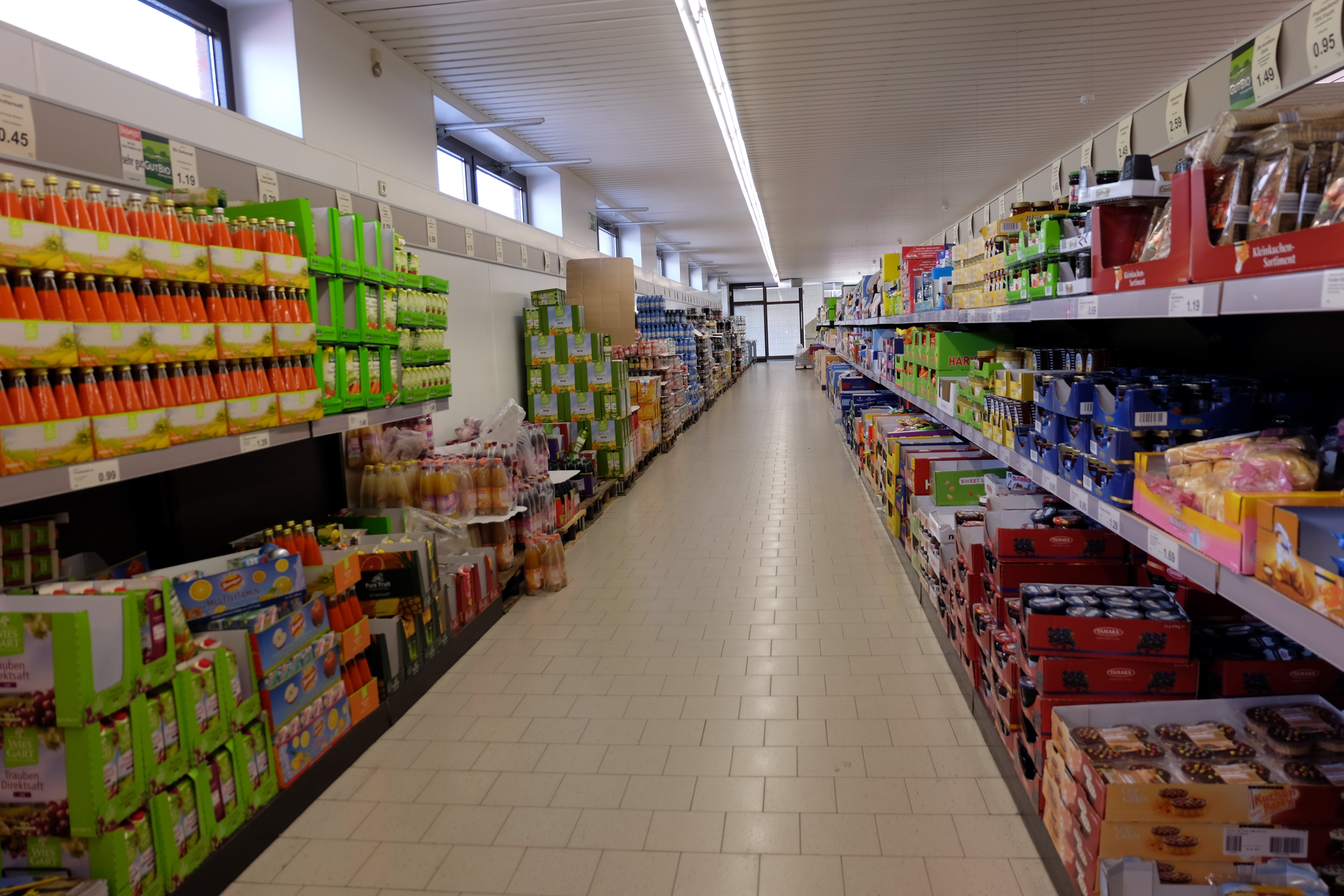
Aldi Nord внутри
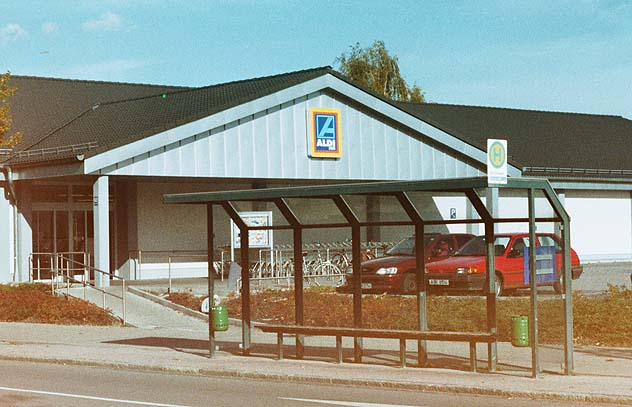
Филиал Aldi Süd
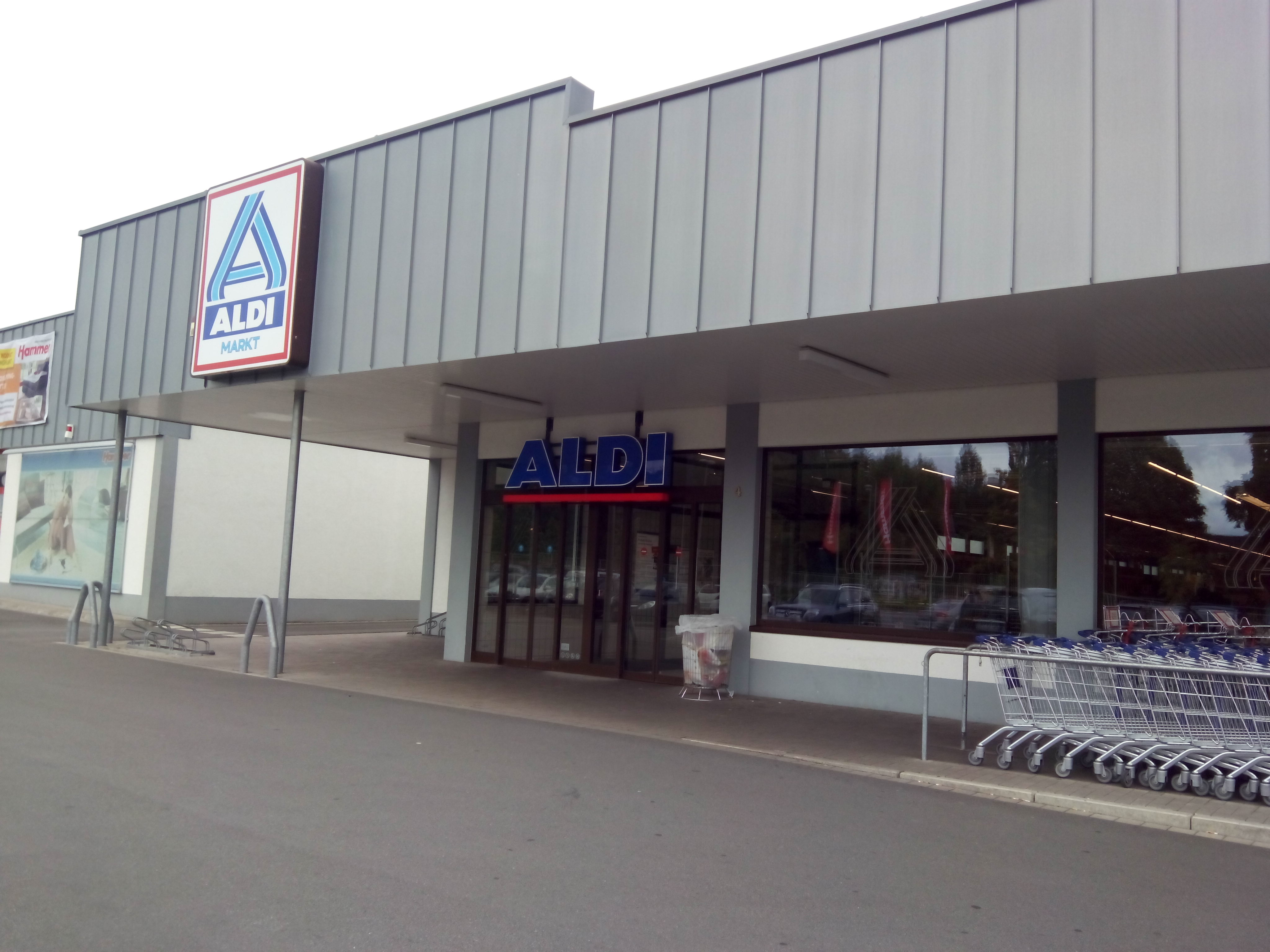
Филиал Aldi Nord в г. Бюнде
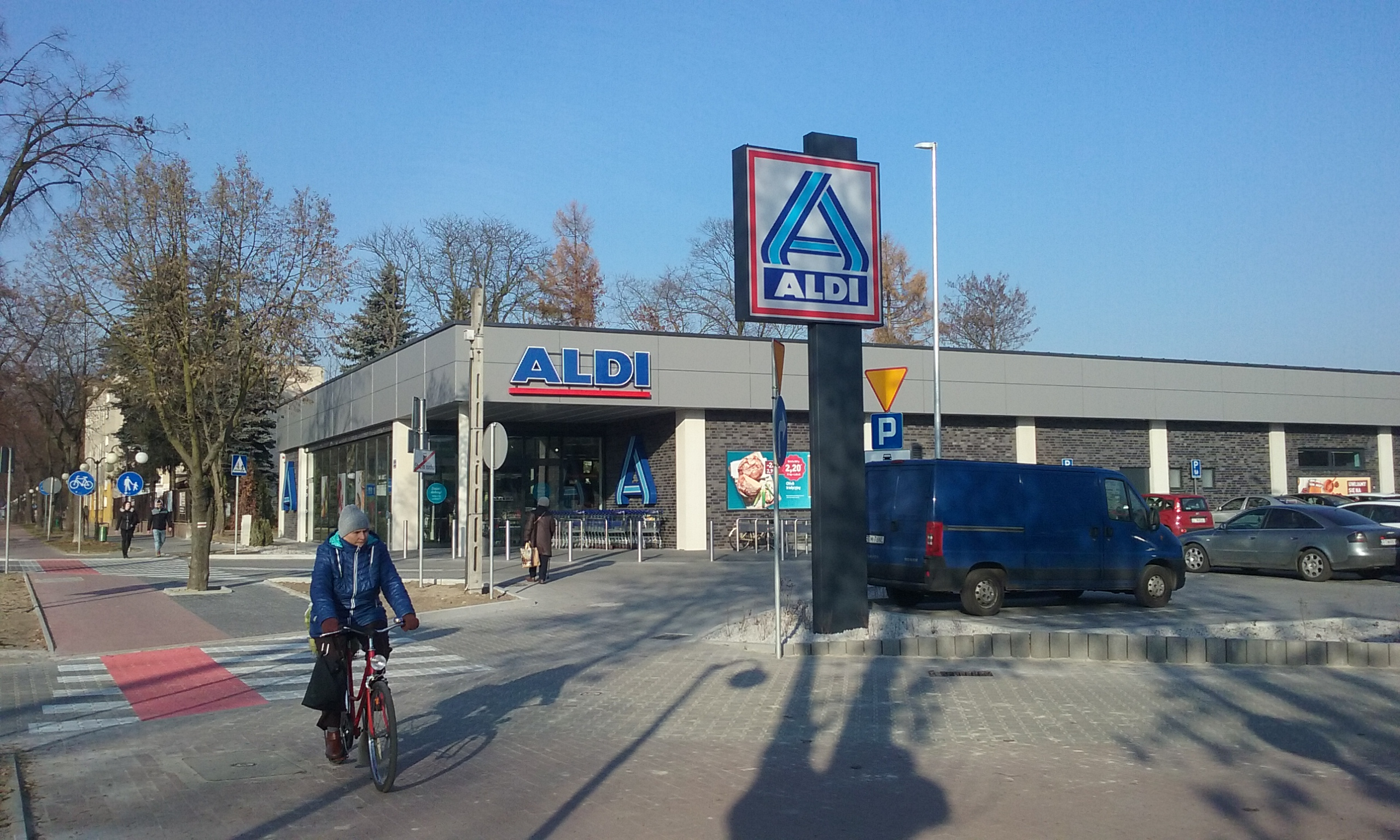
Филиал Aldi Nord в Томашув Мазовецки в Польше